# Luz del Fuego
Dora Vivacqua, más conocida por el  nombre artístico de Luz del Fuego (Cachoeiro de Itapemirim, 21 de febrero de 1917 — Río de Janeiro, 19 de junio de 1967) fue una bailarina, naturista, y feminista brasileña. Dora era la décima quinta hija de Etelvina y de Antonio Vivacqua, de familias oriundas de la inmigración italiana al Estado de Espírito Santo. Era hermana del senador Attilio Vivacqua,.
La vida de Luz del Fuego fue llevada al cine, en un filme con la presencia estelar de Lucélia Santos, aunque sin embargo, no representa absolutamente nada acerca de lo que fue la vida de esta luchadora.

## Danza
En 1944, inició sus presentaciones como bailarina, usando el nombre artístico de "Luz Divina", en la arena del circo "Pavilhão Azul (Pabellón Azul)". Posteriormente por sugestión de su amigo y "Payaso Cascudo", cambiaría aquel nombre por el de Luz del Fuego, marca de un lápiz labial argentino recién lanzado al mercado. Estaba convencida de que ese nombre en castellano atraería al público.
En 1950, después de una gira estudiando en Europa, Luz del Fuego volvió al Brasil, comenzando a revolucionar las conservadoras costumbres del pueblo brasileño.

## Filmografía como actriz[4]
- 1969 - Tarzan e O Grande Rio
- 1959 - Comendo de Colher
- 1957 - Curucu, O Terror do Amazonas
- 1949 - Não Me Digas Adeus
- 1948 - Folias Cariocas
- 1948 - Poeira de Estrelas
- 1946 - No Trampolim da Vida

## Naturismo
Trajo de Europa algo que de inmediato asoció con la historia de los primeros brasileños (los pueblos originarios). Luz del Fuego se presentaba semidesnuda solo arropada con una, y a veces con dos cobras jibóias enrolladas en su cuerpo, haciéndola mucho más famosa en su época. Ese extravagante gusto, le venía a Dora por conocer el serpentario del Instituto Ezequiel Dias, en Belo Horizonte, Minas Gerais; y, pasa a ser su paseo preferido. Adoptó una alimentación vegetariana, y el nudismo; no fumaba, ni ingería bebidas alcohólicas y, a través de una concesión de la Marina de Brasil, obtuvo licencia para vivir en la isla Tapuama de Dentro. Por ella fue rebautizada como "Ilha do Sol" y allí fundó el primer club naturista del Brasil: el "Clube Naturalista Brasileiro".
Su famosa frase retrata muy bien su pensamiento:

"Un nudista es una persona que acredita que su indumentaria no es necesaria para la moralidad de su cuerpo.  Es inconcebible que el cuerpo humano tenga partes indecentes que precisen ser escondidas".

En la primera mitad de los años 1950, fundó el Partido Naturista Brasileño y se presentó a diputada federal por ese partido.
Es importante observar que actualmente, el término naturalismo es apropiado para quienes son especialistas en historia natural, fijando en cambio el término naturismo asociado para las personas que practican el llamado "nudismo social".

## Ilha do Sol
En 1954, Dora Vivacqua creó lo que se convertiría en la primera área de naturismo en el Brasil.  El "Club Naturista Brasileño" que funcionaba en la isla de Tapuama de Dentro, que se halla en la Bahía de Guanabara, Río de Janeiro. A esa isla de 8 mil metros cuadrados le dio el nombre de Ilha do Sol.
Varias personalidades de Hollywood estuvieron en la Ilha do Sol, entre ellas: Errol Flynn, Lana Turner, Ava Gardner, Tyrone Power, César Romero, Glenn Ford, Brigitte Bardot, Steve McQueen. Pero otras personalidades destacadas, como Jayne Mansfield no fueron autorizadas a entrar por no querer desnudarse. Porque desnudarse era obligatorio y total en la Ilha do Sol. La norma de Luz era clara: nadie, ni siquiera las autoridades y personalidades podían entrar en la isla, sin dejar toda pieza de ropa todavía puesta, en el muelle.
En 1955, la INF-FNI - Federación Internacional de Naturismo, reconoció oficialmente el surgimiento del movimiento naturista en el Brasil, incluyendo la Ilha do Sol y el Club Naturista Brasileño como uno de sus afiliados.
Durante la década de 1960, Luz del Fuego y sus seguidores y amigos naturistas comenzaron a frecuentar también, una playa desierta que hoy se llama Abricó. La Playa de Abricó fue la segunda opción para quienes gustaban del naturismo, y hasta hoy es utilizada por los naturistas.

## Testimonios en la causa por asesinato[7]
En 1967, Luz del Fuego y su casero fueron asesinados, y los delincuentes amarraron sus restos mortales a piedras, para después lanzarlos al fondo del mar. Tras su muerte, la Ilha do Sol volvió a estar deshabitada.  Las construcciones resistieron la intemperie, con las paredes y las losas aún en perfectas condiciones, donde incluso todavía se pueden ver en algunas de las losas los diseños de las dos serpientes, que perpetúan la imagen de la bailarina.
En la causa penal sobre el crimen, según el testimonio del reo pescador Alfredo Teixeira Dias, cuya confesión fue hecha en la Delegación de policía, vigilancia y captura, de Niterói; reveló que el día 19 de julio, alrededor de las 18.00, partió con su hermano hacia la Ilha do Sol, donde no pudieron desembarcar porque los perros guardianes de la artista pronto se dieron cuenta de la presencia de extraños. Pero consiguieron entretanto, con todo cuidado, cortar la cuerda de amarre de una canoa de Luz del Fuego; y, se la llevaron a la Ilha das Capuanas, ya planeando atraer a la exvedete hacia una celada.
Entonces, Mozart Gaguinho gritó, llamando la atención de Luz del Fuego, que pronto se apareció en jeans, en el paseo marítimo, armada con un revólver calibre 38 en su mano, y preguntándole al extraño qué "ocurría". Gaguinho le respondió que su embarcación se había desplazado mar adentro.
Alfredo dijo que Luz del Fuego no tuvo dudas en embarcarse en la canoa de los dos, con el fin de recuperarla. Poco después, Mozart Gaguinho le pidió a Luz del Fuego que le hiciese entrega del arma. Y en ese momento, Alfredo le propinó un golpe en la cabeza con una porra; para inmediatamente agregar dos golpes más fatales. Dejaron su cuerpo exánime en Ilha das Capuanas de Baixo,  y volvieron a Ilha do Sol, donde llamaron al cuidador Edgar. Y le pidieron que trajera una cuerda y remos, de modo que la canoa de su patrona fuese remolcada. Dijo entonces Alfredo, que Edgar no vino con los objetos solicitados, sino con una pala. Dudó un poco, pero decidió entrar en el barco de Alfredo y Gaguinho sentado entre los dos. Rápidamente lo golpearon y también mataron.
Los dos cadáveres, colocados en un bote salvavidas con algunas pipas y dos enormes piedras, después de aparentemente, extraerles las vísceras a cuchillo, y se dirigieron a una parte inferior, a 200 m de la "Ilha do Sol", Alfredo y su hermano fueron a asaltar la casa de la víctima. Se llevaron hacia la Ilha do Pontal todo lo que habían encontrado de valor - una radiovitrola, dos radios portátiles a pila, una máquina de coser, y NCr$ 80,00 (ochenta mil cruzeiros antiguos), que encontraron en una bolsa, sobre un travesaño. Además de una lámpara a gas, varias redes de pesca de nailon, los prismáticos y anteojos de Luz del Fuego.
Alfredo además afirmó que, en la madrugada del día 21, Mozart Gaguinho lo llevó de la Ilha do Pontal hacia la Ilha do Governador.
Se sabía, que hacía cerca de siete meses, Luz del Fuego le indicó a la policía el lugar donde un escapado del presidio General del Estado, estaba escondido. Entretanto, Alfredo consiguió "engañar a las autoridades". En cuanto a su hermano, Luz del Fuego lo había entregado cierta vez, a la Policía Marítima, y que ya había sido aprehendido debido a fechorías, interviniendo el guardia portuario Hélio Luís.

## Legado
Su legado permanece hoy día, donde el naturismo brasileño tiene enorme orgullo de tener a Luz del Fuego como uno de sus personajes históricos. 
También el movimiento feminista brasileño le debe mucho a esta mujer de garra, que en la década de 1950 ya luchaba por la libertad femenina, siendo reconocida por una frase que repetía, que 

"de aquí a 50 años seré recordada"

, tal vez porque en ese momento ya conocía las propiedades medicinales de la Helioterapia y de la Aeroterapia.

## Honores
Luz del Fuego, debido a su coraje en enfrentarse a los prejuicios de su época respecto al nudismo, y también por haber sido pionera con la fundación del primer club naturista del Brasil, en su cumpleaños el 21 de febrero, se la recuerda y se celebra entre los naturistas de Brasil, como el "Día del Naturismo".

### Epónimos
- Rua Dora Vivacqua, localizada en el Barrio de Jardim Camburi, ciudad de Vitória.